# M82 (galaxie)
Pour les articles homonymes, voir M82.
M82 (NGC 3034), aussi surnommée la galaxie du Cigare, est une galaxie spirale rapprochée située à environ 3,835 ± 0,730 Mpc (∼12,5 millions d'al), selon des mesures non basées sur le décalage vers le rouge, dans la constellation de la Grande Ourse.
La galaxie M82 présente un remarquable taux de formation d'étoiles que l'on pense être dû à l'influence gravitationnelle de la galaxie voisine M81. Cette galaxie se démarque aussi par son aspect atypique, avec de longs filaments de gaz ionisé et de poussière qui s'en échappent en direction de l'espace intergalactique. Ces derniers sont l'œuvre de vents stellaires intenses.
M82 présente une large raie HI et des régions d'hydrogène ionisé (HII). Du fait de son taux de formation d'étoiles élevé, elle est considérée comme une galaxie à sursauts de formation d'étoiles (starburst).
La luminosité de M82 dans l'infrarouge lointain (de 40 à 400 µm) est égale à 4,07 × 1010 {\displaystyle L_{\odot }} (1010,61{\displaystyle L_{\odot }}) et sa luminosité totale dans l'infrarouge (de 8 à 1 000 µm) est de 5,89 × 1010 {\displaystyle L_{\odot }} (1010,77{\displaystyle L_{\odot }}).
Selon la base de données NASA/IPAC, la vitesse de M82 par rapport au fond diffus cosmologique est de 348 ± 6 km/s.

## Découverte de M82
M82 a été découverte par l'astronome allemand Johann Elert Bode en 1774, qui a aussi découvert la même nuit M81 (NGC 3031). On donne d'ailleurs le nom de nébuleuses de Bode à ces deux galaxies. M82 a été redécouverte indépendamment par l'astronome français Pierre Méchain en août 1780 qui le signala à son ami Charles Messier. Messier a observé M82 le 9 février 1781. D'autres astronomes ont aussi observé et enregistré M82, Johann Gottfried Koehler en 1779 et William Herschel en 1802.

## Distance
La base de données NASA/IPAC indique que la distance de Hubble ne n'applique pas (N/A). Cependant, 21 mesures non basées sur le décalage vers le rouge (redshift) donnent une distance de 3,835 ± 0,730 Mpc (∼12,5 millions d'al). Puisque M82 est trop rapprochée de la Voie lactée, on ne peut employer la valeur du décalage vers le rouge pour déterminer sa distance.

## Morphologie
Du fait de sa morphologie particulière, on a pensé que M82 était une galaxie irrégulière. Cependant en 2005, on y a décelé la présence de deux bras spiraux symétriques à partir d'images de la galaxie prises en infrarouge proche (PIR), révélant ainsi une structure spirale cachée. Ces bras étaient jusqu'alors passés inaperçus en raison de la brillance de surface élevé du disque stellaire de M82, de l'angle d'inclinaison de celui-ci (presque vu par la tranche) et de l'obscurcissement de ces régions par la poussière interstellaire, gênant les observations dans le domaine du spectre visible.

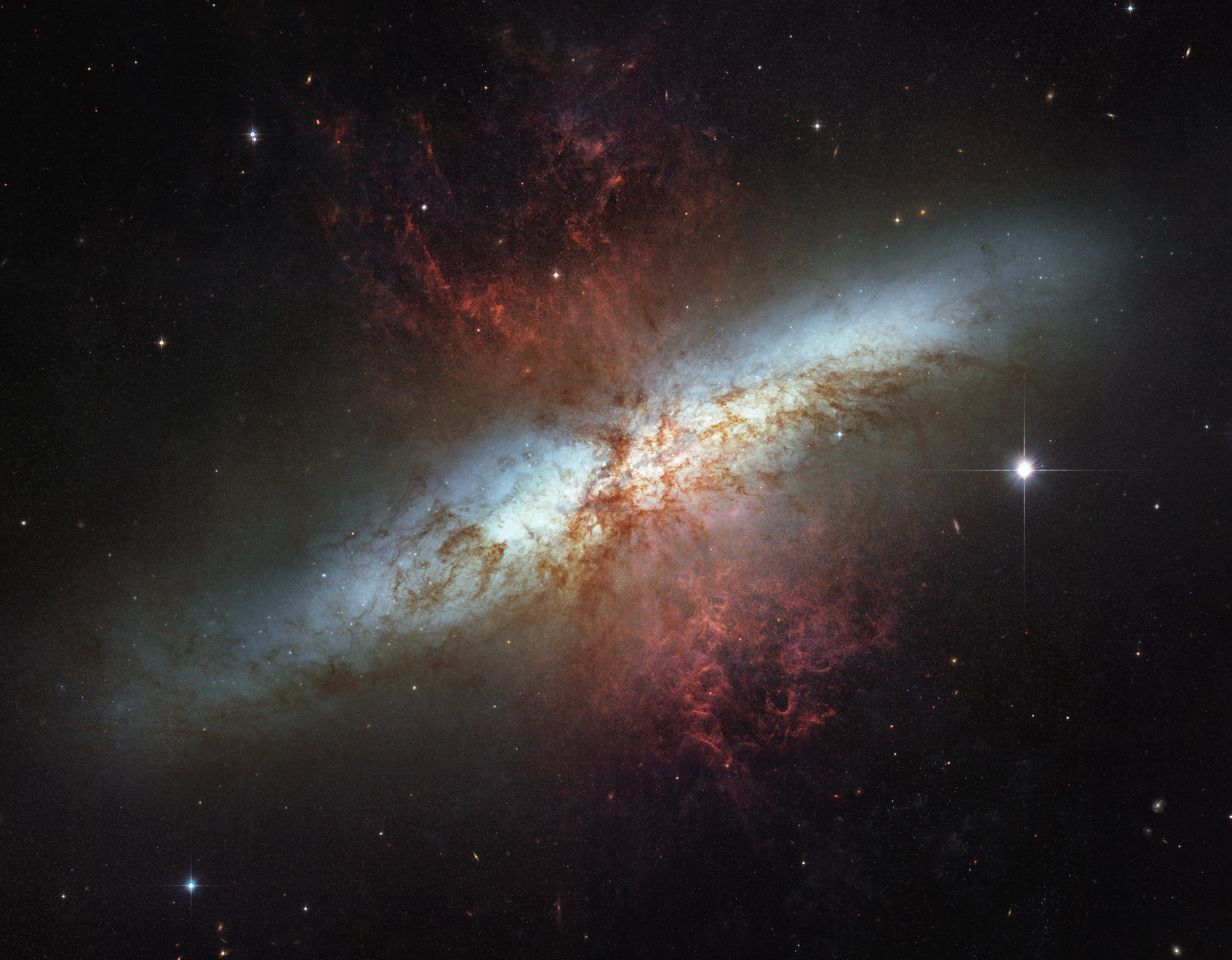
La galaxie M82 imagée par le télescope spatial Hubble en 2006.

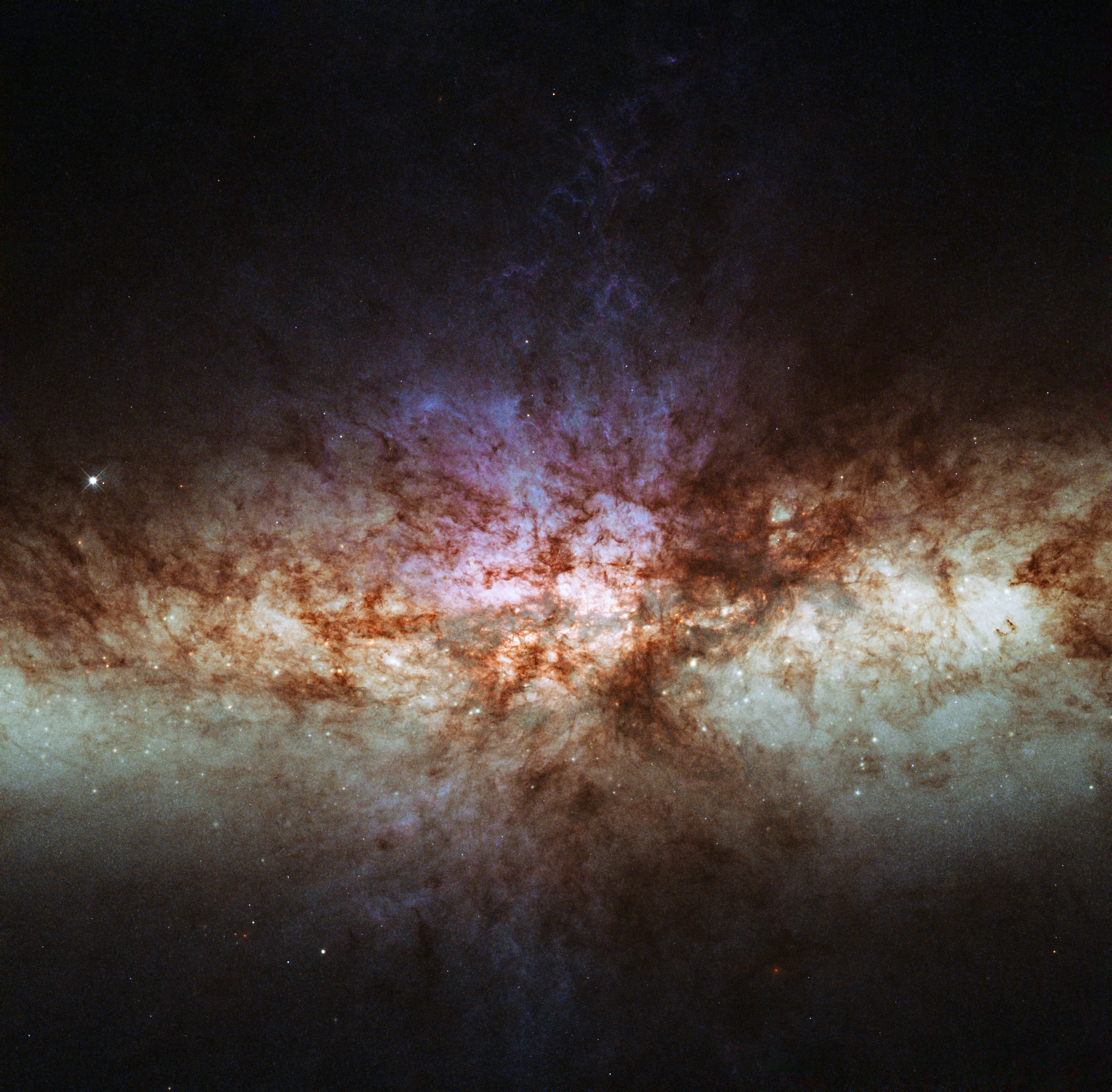
Le centre de la galaxie M82, ici observé par Hubble, apparaît fortement obscurcit par la poussière interstellaire.

Selon les auteurs de l'étude à l'origine de la découverte des bras spiraux de M82, cette dernière aborderait également une barre centrale.
M82 a été utilisée par Gérard de Vaucouleurs comme une galaxie de type morphologique « I0 sp » dans son atlas des galaxies,. Dans le domaine de la classification des galaxies, la lettre majuscule « I » (i) renvoie aux galaxies irrégulières. La classification de M82 proposée par De Vaucouleurs fut faite bien avant la détection de ses bras spiraux.
M82 est environ 5 fois plus lumineuse que la Voie lactée et son centre est des centaines de fois plus lumineux que celui de notre galaxie. Sa masse totale est estimée à environ 1010 {\displaystyle M_{\odot }}.

## Formation d'étoiles
M82 est remarquablement active en termes de formation stellaire. On estime son taux de formation d'étoiles dix fois supérieur à celui de notre galaxie, avec une valeur approximative de 12 {\displaystyle M_{\odot }}/an -1. Du fait de sa proximité avec le groupe local, M82 constitue une cible favorite dans l'étude de ce phénomène.

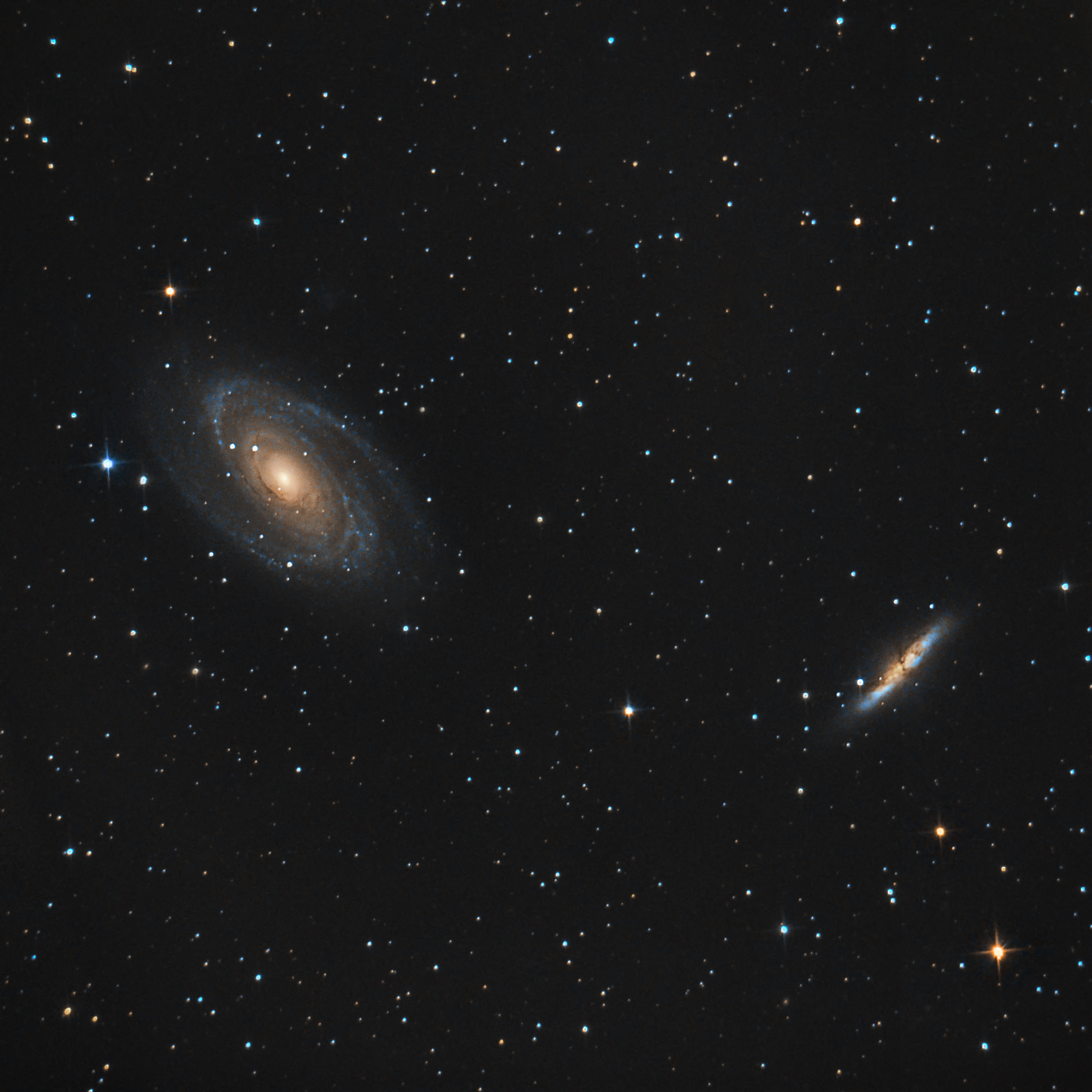
Les galaxies spirales M81 et M82.

Le sursaut de formation d'étoiles de M82 est probablement dû à l'influence gravitationnelle de la galaxie voisine M81. Les deux galaxies ont connu une rencontre rapprochée il y a quelques centaines de millions d'années, ayant redistribué la matière interstellaire dans M82, notamment vers son centre au cours des derniers 200 millions d'années. Une première vague de formation d'étoiles s'est ainsi produite dans la galaxie, ayant perdurée au moins 50 millions d'années. Deux autres sursauts se serait également produits, le dernier il y a de 6 à 4 millions d'années aurait donné naissance aux amas observés au centre de M82.
En dehors du centre de la galaxie, les étoiles du disque de M82 semblent s'être formées il y a 500 millions d'années, laissant dans ce dernier des centaines d'amas aux propriétés similaires à celles des amas globulaires de la Voie lactée, mais plus jeunes. L'activité de formation stellaire semble cependant y avoir cessé il y a 100 millions d'années. Autour de M82, dans l'halo galactique, le taux de formation d'étoiles est à un niveau très faible depuis au moins un milliard d'années.

### Centre de la galaxie
Le centre de la galaxie M82 est un environnement très dense où se côtoient de nombreux amas d'étoiles massives. La masse moyenne de ces amas avoisines les 200 000 masses solaires. 
Le diamètre de la région active en formation d'étoiles est d'environ 500 pc (∼1 630 al). Quatre amas très brillants (désignés A, C, D et E) ont été détectés dans cette région en lumière visible. Ces amas correspondent à des sources connues de rayon X, d'infrarouge et d'onde radio. En conséquence, on considère que ce sont depuis notre ligne de visée les amas les moins obscurcis par la poussière interstellaire. L'impressionnant jet de matière bipolaire (voir section suivante : Super-vent galactique) semble concentré sur les amas A et C et serait entretenu par les vents stellaires et l'énergie libérée par des supernovas qui s'y produiraient environ une fois par décennie.

#### Trou noir supermassif et intermédiaire
Comme plusieurs autres galaxies, M82 abrite en son centre un trou noir supermassif. À partir de l'observation du mouvement des étoiles proches de celui-ci, sa masse a pu être estimée à 3 × 107 {\displaystyle M_{\odot }}.
À environ 600 années-lumière du centre de la galaxie, des observations réalisées par le télescope spatial Chandra ont montré une région d'émission variable de rayons X. Cette source a été désignée M82 X-1. Les astronomes ont émis l'hypothèse que ces émissions proviennent d'un trou noir de masse intermédiaire, le premier de ce genre détecté. Sa masse serait comprise entre 200 et 5 000 masses solaires.

## Super-vent galactique

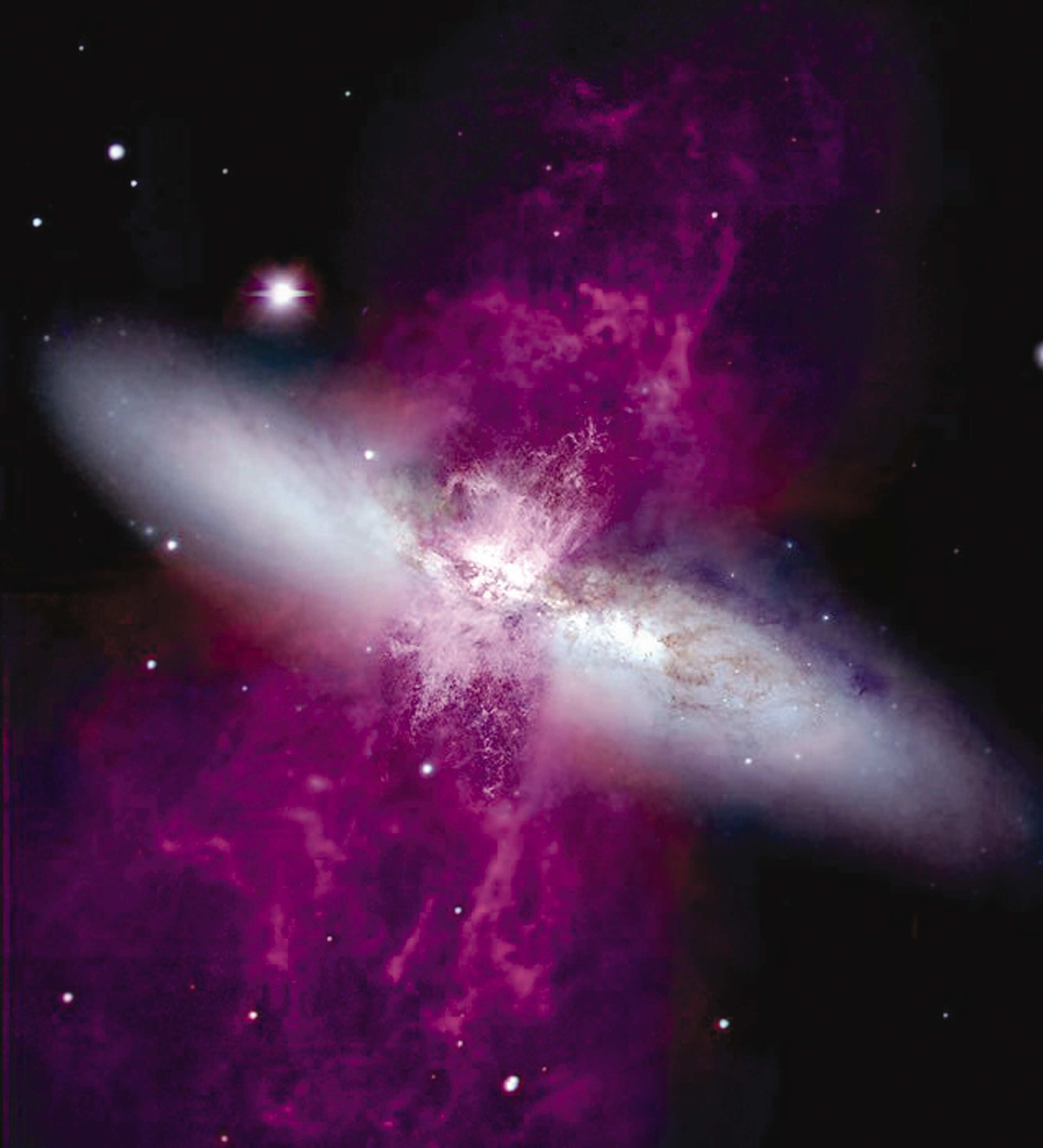
Visualisation du gaz ionisé éjecté de M82 par le super-vent galactique (WIYN/NOAO).

Au début des années 1960, on a découvert la présence d'un vaste complexe de filaments gazeux s'extirpant de M82. Ces derniers sont l'œuvre d'un phénomène connu sous le nom de super-vent galactique (en).
Le super-vent galactique de M82 est issu de l'association des vents stellaires émis par les innombrables étoiles jeunes et massives de la galaxie, ainsi que par les ondes de choc générées lors de fréquentes explosions de supernovas. Le flux ainsi créé balaye et ionise sur son passage le milieu interstellaire, projetant les composants de celui-ci en dehors de la galaxie. 
La géométrie globale du flux de matière sortant de M82 se présente sous la forme d'un bicône tronqué, centré sur le cœur de la galaxie. Les filaments gazeux sont constitués de gaz chaud ionisé (HII) et de poussière interstellaire, semble t-il étroitement liés à de l'Hydrocarbure aromatique polycyclique (HAP),. Ils sont également émetteurs d'hydrogène-alpha (Hα). Le super-vent s'étend jusqu'à une distance d'environ 11 kpc (∼35 900 al), peut-être même plus. Une analyse cinématique suggère qu'une partie de la poussière située à environ 4 kpc (∼13 000 al) du centre de la galaxie se déplace à une vitesse comprise entre 300 et 450 km/s-1.
On pense que les super-vents galactiques, comme celui de M82, jouent un rôle majeur dans l'évolution des galaxies, concernant l'enrichissement en métaux du milieu intra-amas et intergalactique, ainsi que dans l'établissement de la relation masse-métallicité entre les galaxies.

## Objets célestes atypiques

### Source radio énigmatique
En avril 2010, des radioastronomes de l'Observatoire de Jodrell Bank de l'université de Manchester au Royaume-Uni ont rapporté la découverte d'un objet dans M82 qui a commencé à émettre des ondes radio et dont les émissions ne ressemblent à rien de connu dans tout l'univers.
Plusieurs hypothèses ont été formulées au sujet de la nature de l'objet, mais à ce jour aucune n'explique complètement les données observées. On a suggéré qu'il pourrait s'agir d'un microquasar très instable doté d'une très grande luminosité en onde radio, mais une faible luminosité en rayon X. Il pourrait être semblable au microquasar SS 433 de notre galaxie. Cependant, tous les microquasars connus produisent une grande quantité de rayons X, ce qui n'est pas le cas de cet objet, dont l'intensité X est sous le seuil de détection. Cet objet est à plusieurs secondes d'arc du centre de M82, position qui rend peu probable qu'il soit associé au trou noir supermassif. Sa vitesse supraluminique apparente est quatre fois supérieure à la vitesse de la lumière par rapport au centre de la galaxie,. Malgré toutes les données acquises sur cet objet, sa vraie nature demeure mystérieuse.

### Coquille géante de gaz ionisé
Une étude publiée en 2022 a conduit à la découverte d'une vaste structure de gaz ionisé en direction de M82. Située à une distance de projection d'environ 40 kpc (∼130 000 al) de la galaxie, l'origine de cette structure est incertaine. Selon une hypothèse, il pourrait s'agir de matières transportées jusqu'ici par le super-vent galactique.

### Autres
En 2014, les astronomes y ont découvert la source X ultralumineuse (ULX) M82 X-2. Il s'agit du pulsar le plus brillant connu à ce jour,.
En 2024 fut annoncée la découverte de l'éruption massive d'un magnétar dans la galaxie M82. Jusqu'alors, seulement trois de ces rares éruptions ont pu être observées à partir de magnétars situés dans notre galaxie et dans le Grand Nuage de Magellan.

## Supernovas
Quatre supernovas ont été découvertes dans M82 : SN 1986D, SN 2004am, SN 2008iz et SN 2014J.

### SN 1986D
Cette supernova a été découverte le 21 mars 1986 par M. J. Lebofsky, G. H. Rieke, et W. F. Kailey de l'observatoire Steward de l'université de l'Arizona. Le type de cette supernova n'a pas été déterminé.

### SN 2004am
Cette supernova a été découverte le 21 novembre 2004 par D. Singer, H. Pugh, et W. Li dans le cadre du programme LOSS (Lick Observatory Supernova Search) de l'observatoire Lick. Cette supernova était de type II.

### SN 2008iz
Cette supernova a été découverte le 24 mars 2008 dans les données captées par le Very Large Array, un réseau de radiotélescopes du NRAO par A. Brunthaler, K. M. Menten, et C. Henkel de l'institut Max-Planck de radioastronomie, par M. J. Reid du Harvard-Smithsonian Center for Astrophysics, par G. C. Bower de l'université de Californie à Berkeley et par H. Falcke de l'université Radboud de Nimègue. Cette supernova était de type II.

### SN 2014J

Gif montrant l'apparition de SN 2014J dans la galaxie M82.

La supernova thermonucléaire (type Ia) SN 2014J a été découverte le 21 janvier 2014 à 19 h 20 TU par Steve J. Fossey avec quatre de ses étudiants à l'observatoire de l'University College de Londres.

## Groupe de M81
M82 est membre du groupe de M81,. Ce groupe de galaxies compte près d'une quarantaine de galaxies connues dont les plus importantes sont M81 (NGC 3031), NGC 2366, NGC 2403, NGC 2976, NGC 3077, NGC 4236 et IC 2574. Les distances de ces galaxies ne peuvent être calculées en utilisant le décalage vers le rouge, car elles sont trop rapprochées de la Voie lactée.

## Galerie

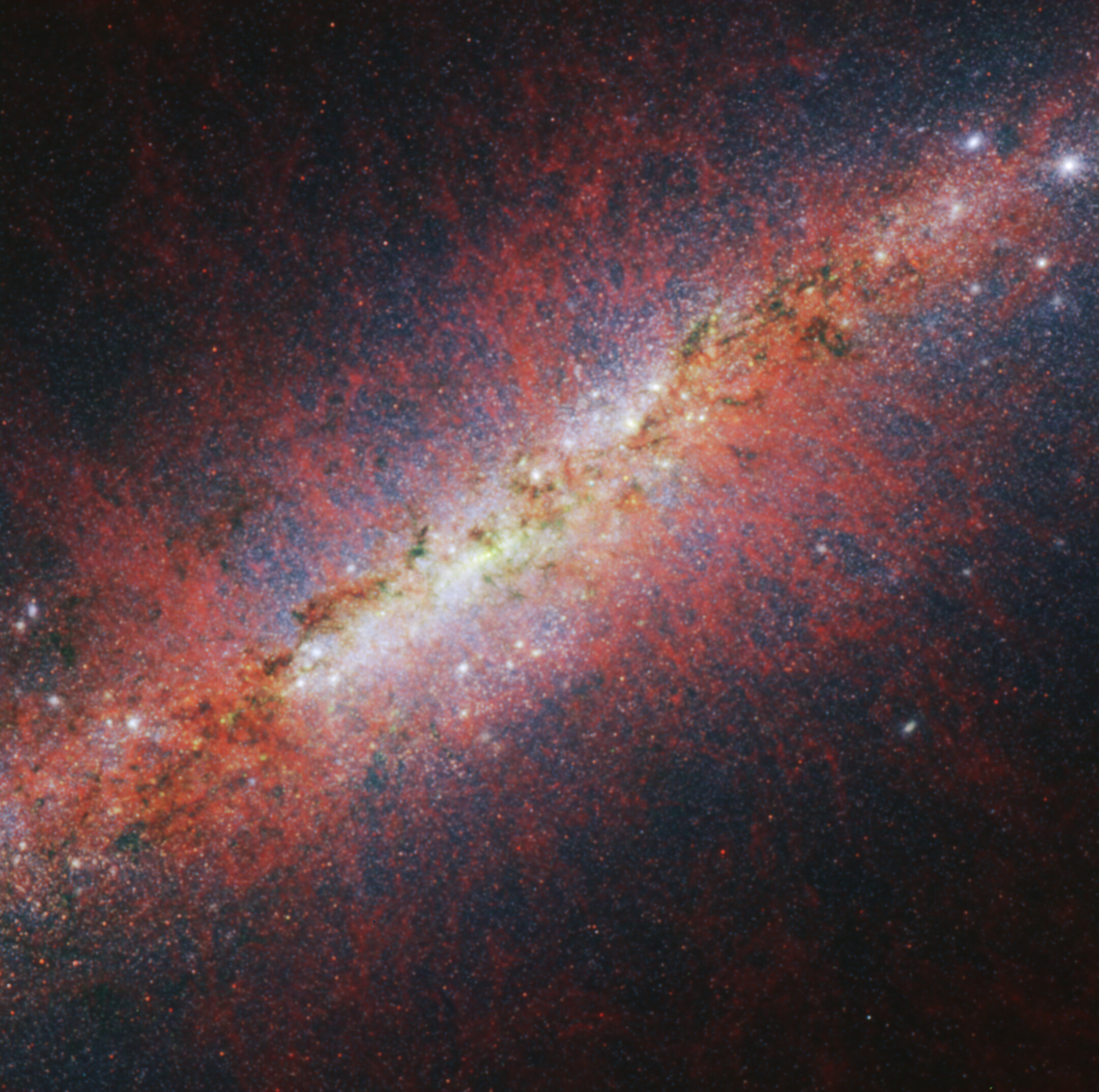
Centre de M82 imagé par l'instrument NIRCam (infrarouge proche) du télescope spatial James Webb.
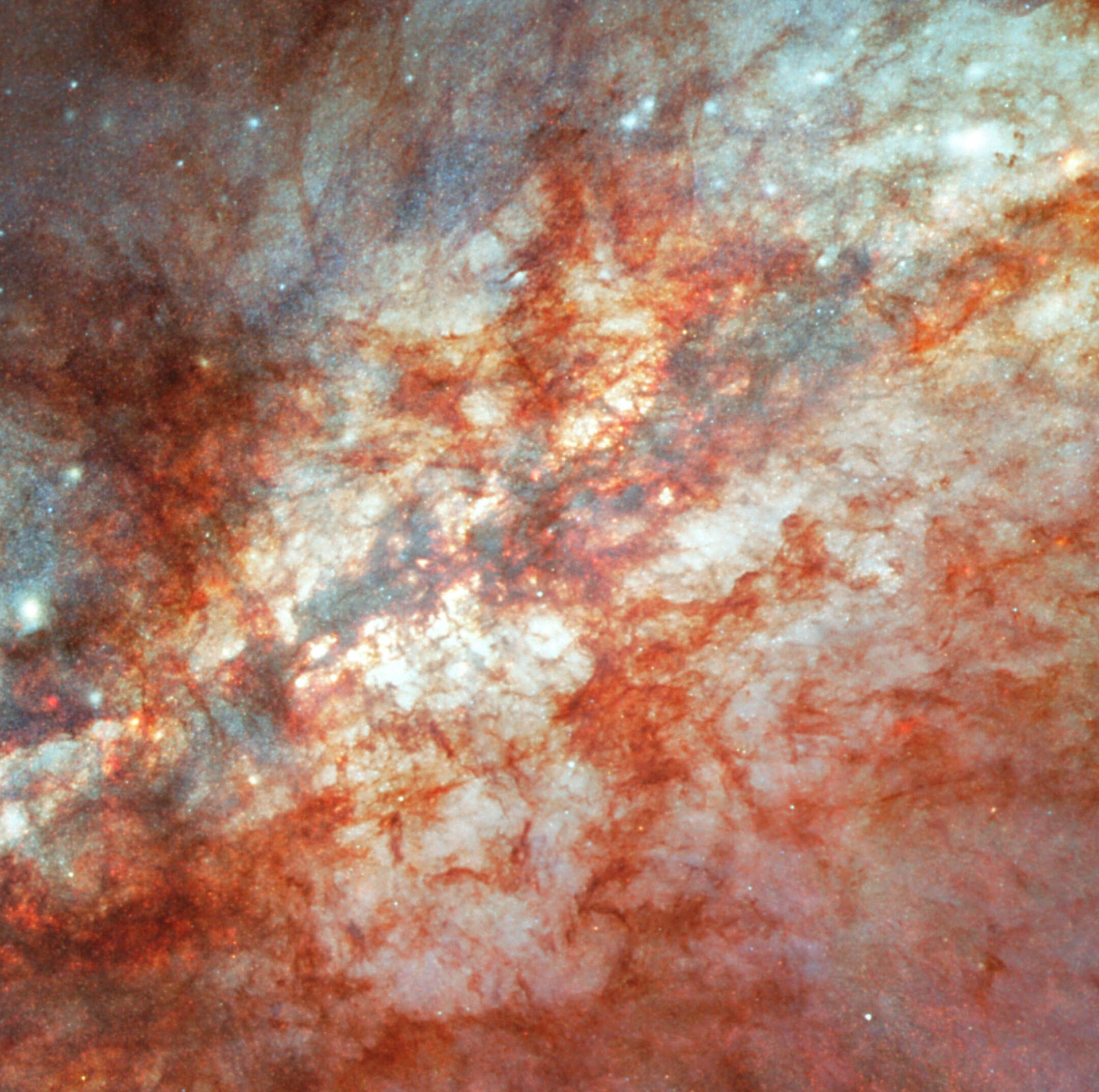
Même région de la galaxie imagée par le télescope spatial Hubble.
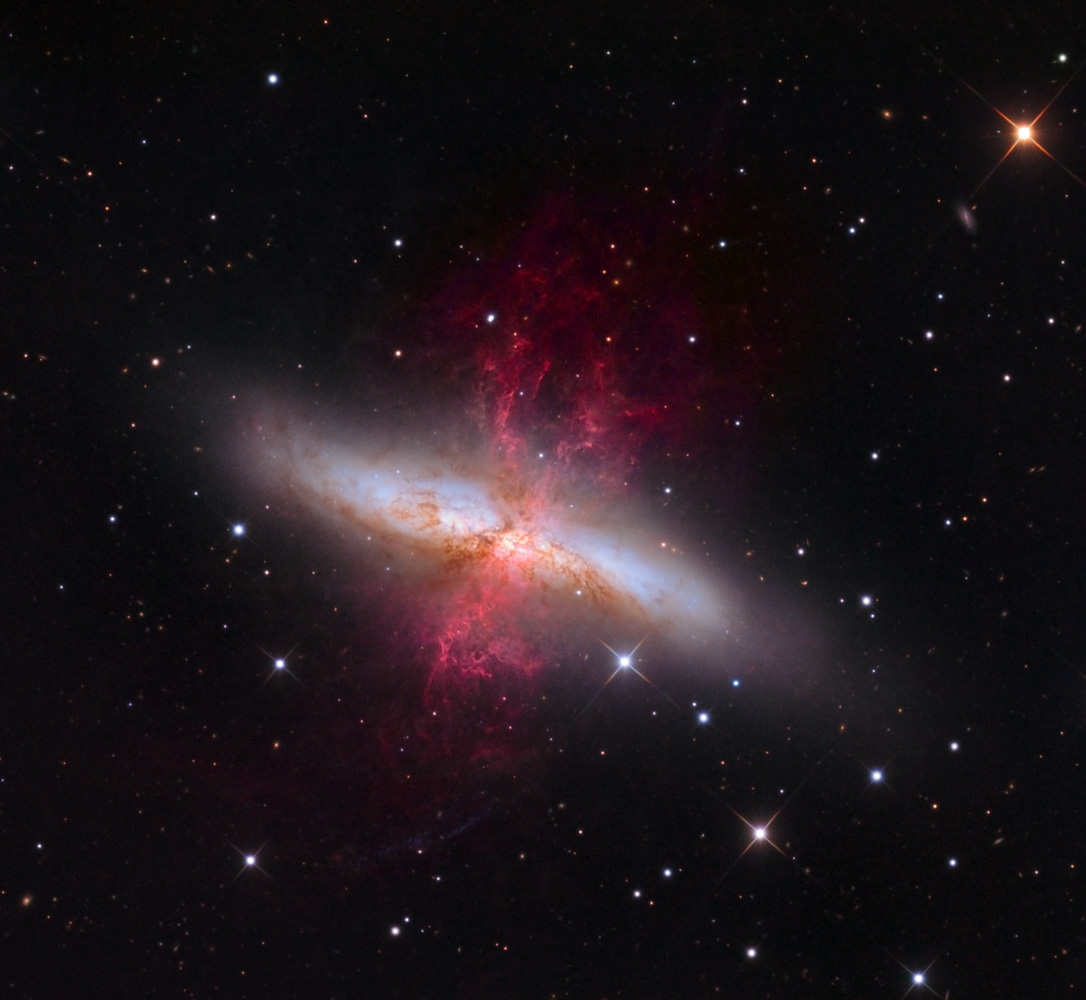
Vue d'ensemble de M82 par Adam Block (Observatoire du mont Lemmon/Université de l'Arizona).
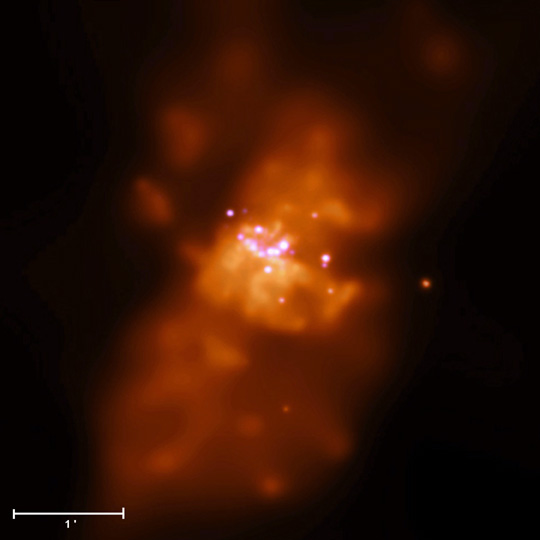
M82 imagée dans le domaine des rayons X par le télescope spatial Chandra.
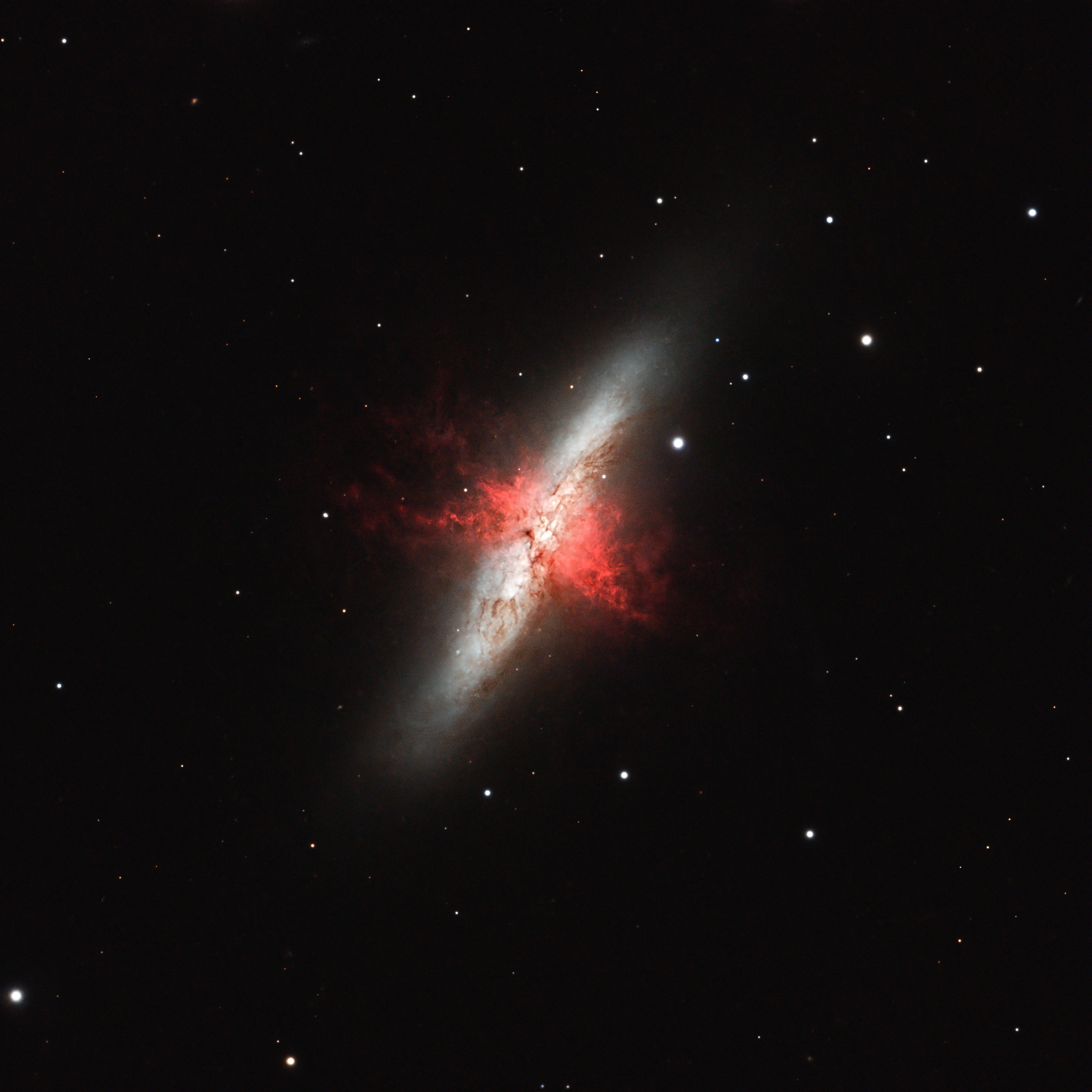
La galaxie du cigare M82 prise depuis la France par l'astrophotographe amateur Anthony MICHEL